# Sonate K. 348
La sonate K. 348 (F.296/L.127) en sol majeur est une œuvre pour clavier du compositeur italien Domenico Scarlatti.

## Présentation
La sonate K. 348, en sol majeur, notée Prestissimo, forme une paire avec la sonate précédente qui s'apparente à une sorte de prélude.
Les deux sonates sont liées impérativement par un signe (une main) et la mention attacca subito, preuve de l'association des sonates et précision sur la manière de le faire. Disparus depuis la sonate K. 218, les croisements de mains réapparaissent timidement, mais seront plus présents dans les dernières sonates, telles les K. 528, 529 et 554. La sonate est de type toccata solidement basée sur une série de figures de développement, ressemblant à des cellules.

## Manuscrits
Le manuscrit principal est le numéro 23 du volume VII (Ms. 9778) de Venise (1754), copié pour Maria Barbara ; les autres sont Parme IX 21 (Ms. A. G. 31414), Münster (D-MÜp) III 3 (Sant Hs 3966) et Vienne E 3 (VII 28011 E).

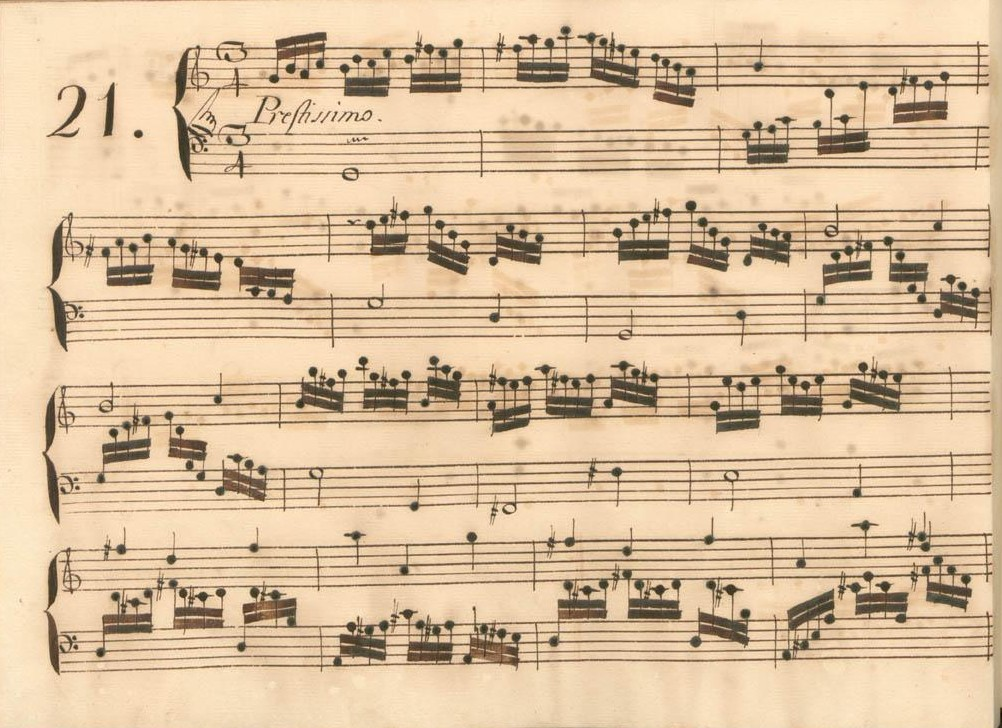
Parme IX 21.
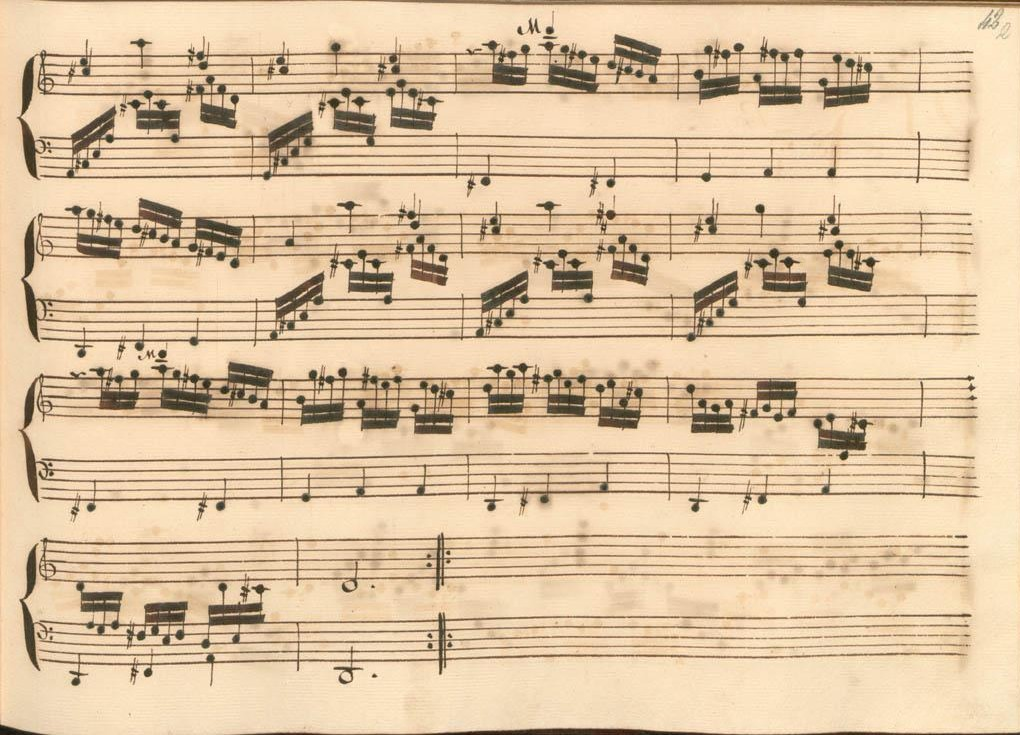
Parme IX 21 (fin de la première section).
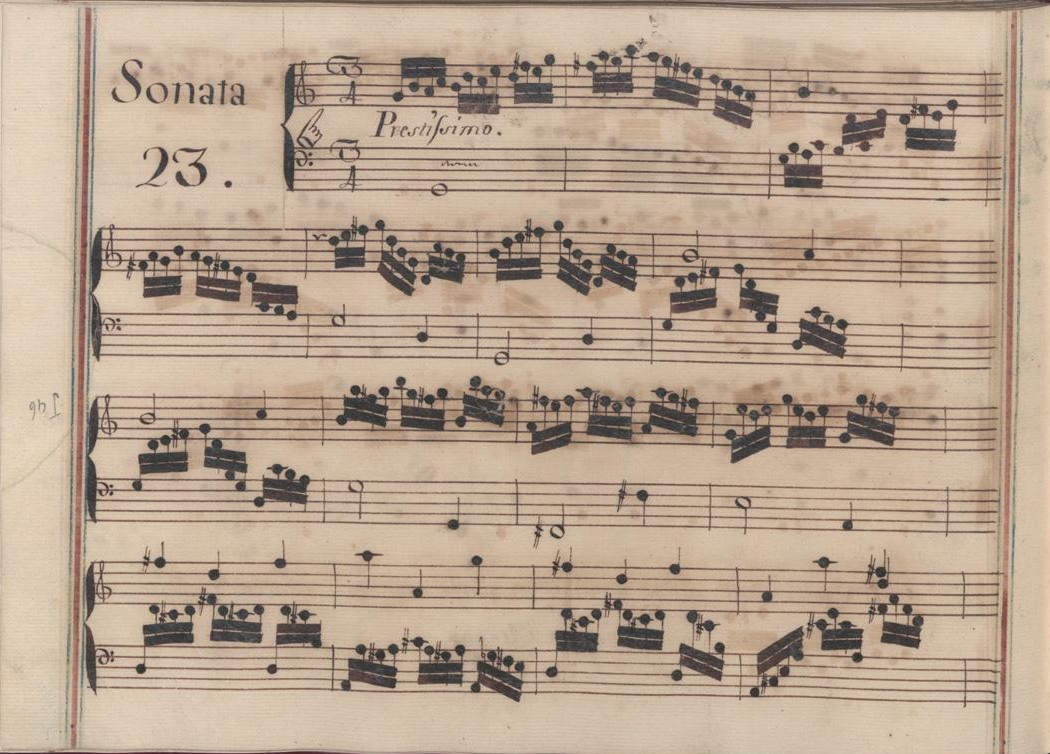
Venise VII 23.
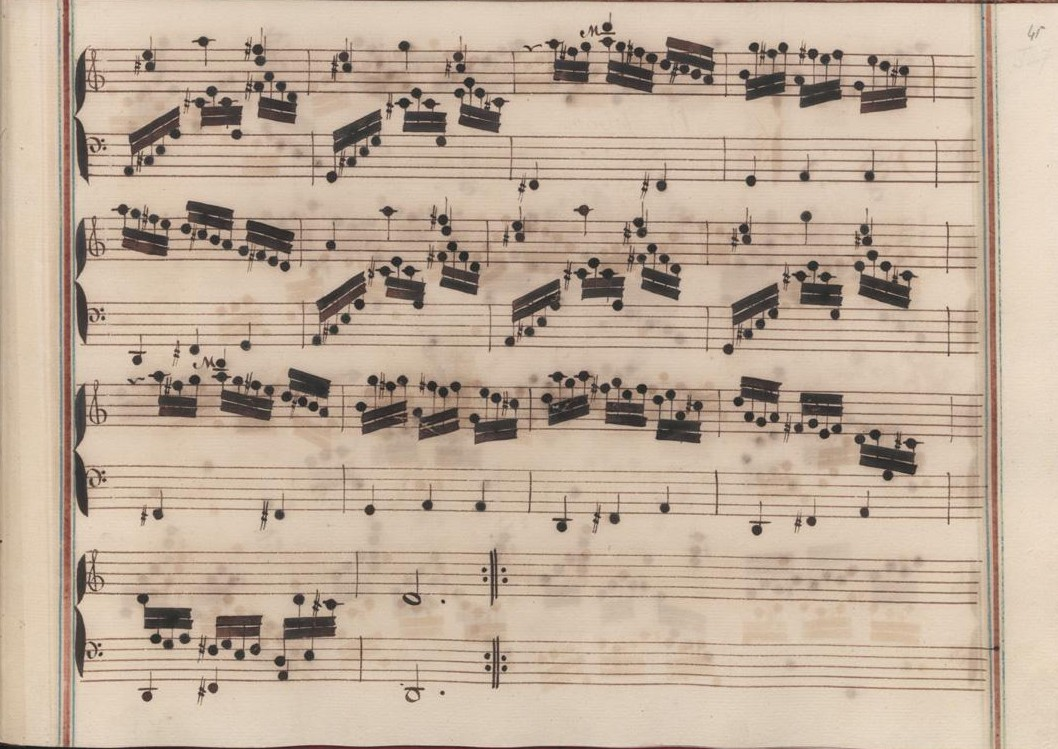
Venise VII 23 (fin de la première section).
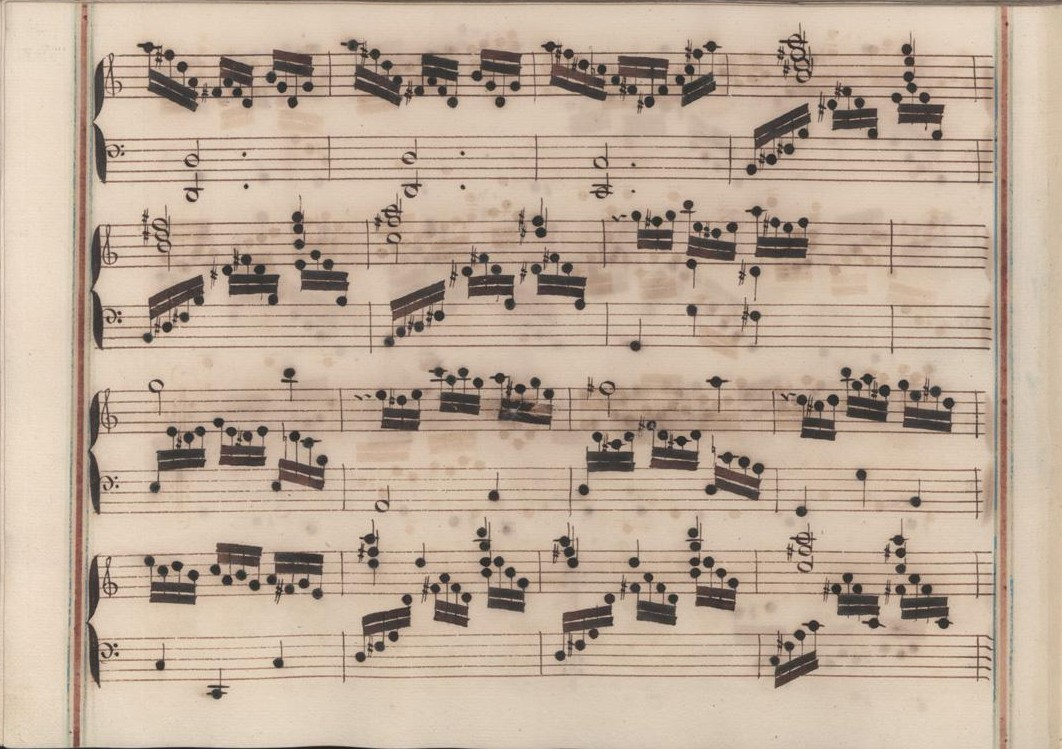
Venise VII 23 (début de la seconde section).
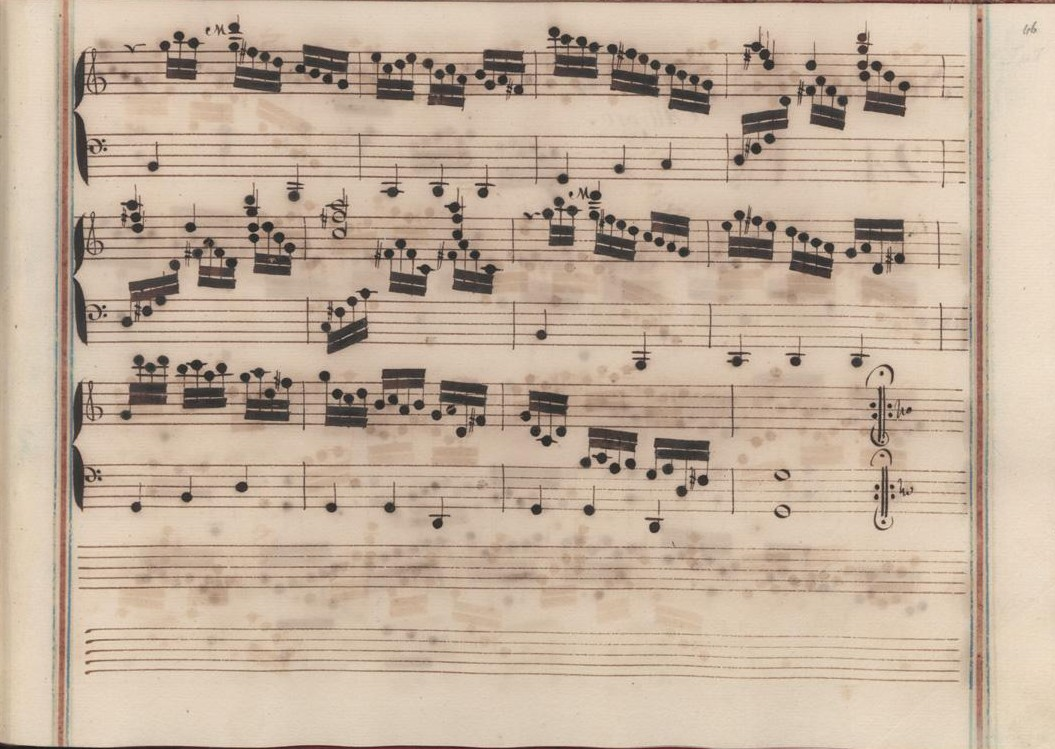
Venise VII 23 (fin de la sonate).

## Interprètes
La sonate K. 348 est défendue au piano, notamment par Gottlieb Wallisch (2007, Naxos, vol. 11), Carlo Grante (2013, Music & Arts, vol. 4) ; au clavecin, elle est jouée par Ralph Kirkpatrick (1966, Archiv), Rafael Puyana (1984, Harmonia Mundi), Scott Ross (1985, Erato), Richard Lester (2003, Nimbus, vol. 3) et Pieter-Jan Belder (Brilliant Classics, vol. 8).

## Sources
: document utilisé comme source pour la rédaction de cet article.
- Ralph Kirkpatrick (trad. de l'anglais par Dennis Collins), Domenico Scarlatti, Paris, Lattès, coll. « Musique et Musiciens », 1982 (1re éd. 1953 (en)), 493 p. (ISBN 978-2-7096-0118-4, OCLC 954954205, BNF 34689181).
- Alain de Chambure, « Domenico Scarlatti, Intégrale des sonates — Scott Ross », Erato/Éditions Costallat (2564-62092-2 (livret : 2292-45309-2)), 1985 (OCLC 891183737) .
- (en) Carlo Grante, « Domenico Scarlatti, intégrale des sonates pour clavier (vol. 4) », Music & Arts (CD-1293), 2016 (OCLC 1020680576) .